# برد دیویس (بازیکن فوتبال)
براد دیویس (انگلیسی: Brad Davis؛ زادهٔ ۸ نوامبر ۱۹۸۱) یک بازیکن فوتبال اهل ایالات متحده آمریکا است.
وی همچنین در تیم ملی فوتبال ایالات متحده آمریکا بازی کرده‌است.